# مفتاح دار السعادة ومنشور ولاية العلم والإرادة (كتاب)
مفتاح دار السعادة ومنشور ولاية العلم والإرادة كتاب في السعادة في العلم، ألفه ابن قيم الجوزية (691 هـ 751 هـ - 1292 1349)، تناول المؤلف في كتابه والإرادة والعلم وجعلهما مفتاحا لكل ما هو مفيد في الحياة وأداة تفتح باب السعادة وتكشف عن عظمة البارئ وبديع صنعه وتدل على طريق الحق والخير.
وقد استفاض ابن قيم الجوزية في الحديث عن السعادة في العلم والإرادة وعن الحكمة في خلق الإنسان والكون والكواكب والنجوم والسماء والأرض وعن حاجة الناس إلى الشريعة ومتطرقا إلى الكلام عن التفاؤل والتشاؤم والطيرة والعدوى وأنواعها وبيان الحكم الصحيح في ذلك من القرآن الكريم والسنة النبوية ومبينا حاجة الناس إلى الشريعة ومتطرقاً إلى الكلام عن التفاؤل والتشاؤم والطيرة والعدوى وأنواعها داحضا أقوال المنجمين ومبينا ضلالات أصحاب الأبراج في معرفة الغيب.

## وصلات خارجية
- تصفح كتاب مفتاح دار السعادة ومنشور ولاية العلم والإرادة